# Provence (film)
 (juillet 2025).
Pour les articles homonymes, voir Provence (homonymie).
Pour plus de détails, voir Fiche technique et Distribution.
Provence est un court métrage belge réalisé par Kato De Boeck, sorti en 2019. 

## Distribution
- Pelle Adriaenssens : Tuur
- Talitha de Boer : Johanna
- Liame De Paep : Camille
- Otis Domen : Basil
- Jente Van Den Brenk : Suzanne

## Récompenses et distinctions

### Sélections
- 2018 : Palm Springs International Short Film Festival
- 2018 : Hamptons International Film Festival
- 2018 : Rhode Island Film Festival
- 2018 : Aesthetica Short Film Festival
- 2018 : Bogota Short Film Festival
- 2019 : Go Short International Film Festival
- 2019 : Oberhausen International Short Film Festival
- 2019 : Zlin Film Festival
- 2019 : Festival Premiers Plans d'Angers
- 2019 : Sehsüchte International Student Film Festival
- 2019 : Hamburg Short Film Festival

### Récompenses
- 2018 : Audience Award au Festival de Gand
- 2018 : ECFA Award for Best Short FIlm au Filem'On Bruxelles
- 2018 : Jury Award, Audience Award, Press Award, Humo Award, Special Mention for Best Acting Performance au Festival du court métrage de Louvain
- 2019 : Prix de la critique au Festival Les Enfants Terribles de Huy
- 2019 : Meilleur film étudiant au Festival du film de Molodist
- 2019 : Meilleur film étudiant au Sapporo Short Fest
- 2019 : Grand prix national au Brussels Short Film Festival